# Bamra melli
Bamra melli là một loài bướm đêm trong họ Noctuidae.